# Besinnung vor der Feier der Heiligen Messe
Besinnung vor der Feier der Heiligen Messe ist der Titel eines zweibändigen Werks des römisch-katholischen Theologen und Religionsphilosophen Romano Guardini, das erstmals im Jahr 1939 erschien.
Es war Lene und Hans Waltmann gewidmet und entstand aus kurzen Ansprachen, die Guardini vor den Messfeiern auf Burg Rothenfels hielt, um die versammelte Gemeinde auf die Feier vorzubereiten. Die Burg war das Zentrum der Quickborn-Bewegung, Guardini war dort von 1927 bis 1939 „Burgvater“. Behandelt werden die Voraussetzungen für den gottesdienstlichen Vollzug der heiligen Messe durch Gottesdienstgemeinde und Priester, das Werk will dem Leser von verschiedenen Ausgangspunkten Gedanken an die Hand geben, die helfen sollen, die Feier der heiligen Messe besser mitzuvollziehen.
Das zweibändige Werk steht in der Tradition früherer liturgischer Schriften Guardinis wie Vom Geist der Liturgie (1918) und Von heiligen Zeichen (1922). Es trägt das Imprimatur des Mainzer Bischofs Albert Stohr vom 31. Oktober 1939, wurde mehrfach neu aufgelegt, immer im Matthias-Grünewald-Verlag in Mainz, und erreichte laut Frédéric Debuyst bald „den Rang eines Klassikers der eucharistischen Theologie“. Von dem Buch gingen wichtige Impulse für die Liturgische Bewegung und die Liturgiereform des Zweiten Vatikanischen Konzils aus.

## Vorwort

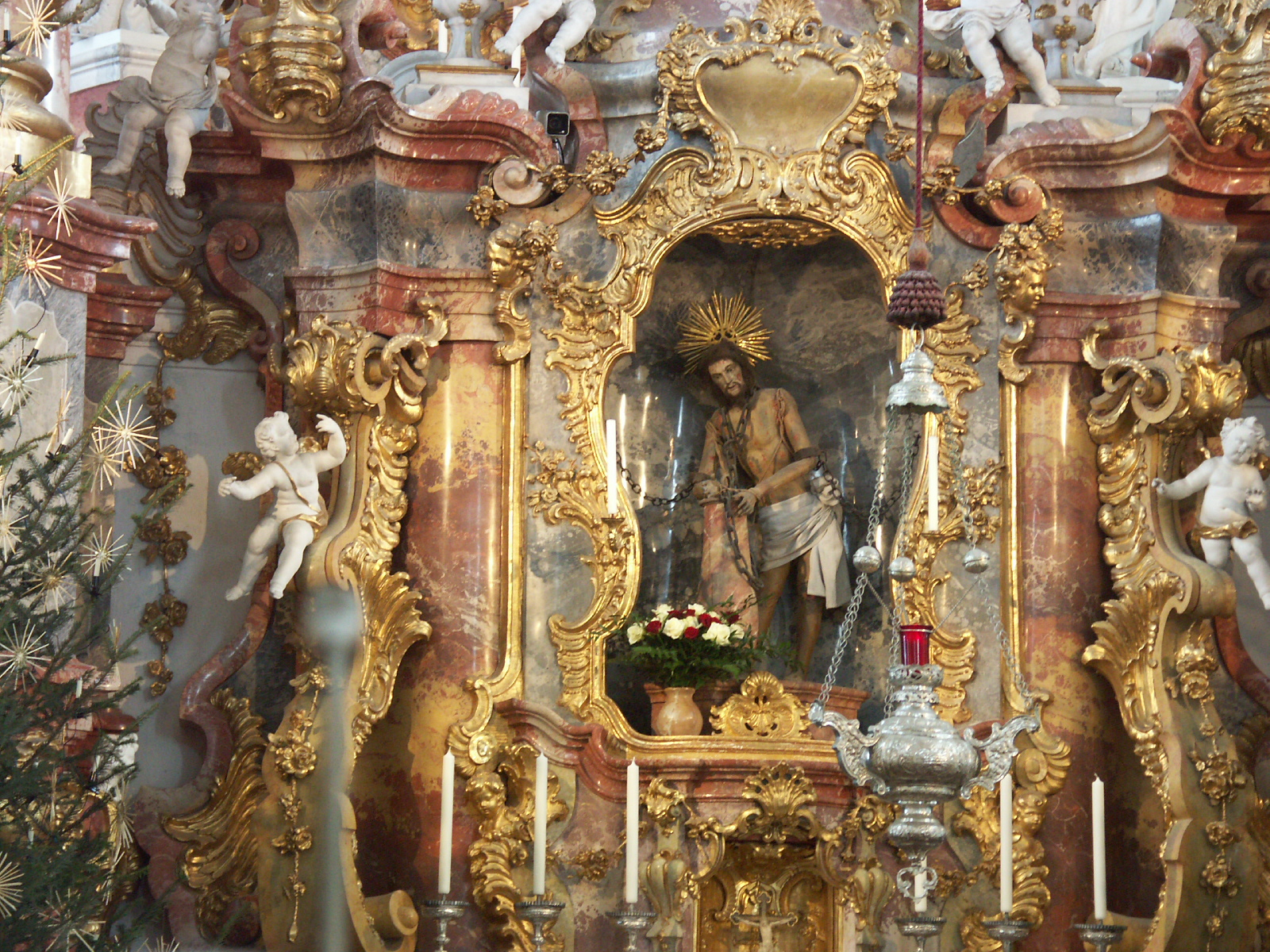
Geißelung Jesu

In seiner Einleitung geht Guardini darauf ein, dass der Charakter der Messfeier in der damaligen Form – vor der Liturgiereform des Zweiten Vatikanischen Konzils – für viele die Form eines „heiligen Schauspiels“ angenommen hatte, dem der Gläubige zusah, oder eines „geheimnisvollen Geschehnisses, vor dem er betet“. Dadurch werde „das Eigentliche überdeckt und Unersetzliches verloren“.
„Der Altar, dessen Gestalt die reine Form des heiligen Tisches nie allzu weit verlassen sollte, wurde zu einem pomphaften Aufbau mit Geglitzer, Lämpchen und Engelchen. Die Handlung umgab sich mit Zeremonien, welche die Phantasie berühren sollten, die Kleidung der Messdiener ging oftmals ins Zierliche und Puppenhafte. Texte und Melodien der Lieder beschreibt er mit dem Wort süßlich. An der Stelle des Messbuches mit großartigen Texten drängten sich selbstgestrickte Messandachten und Litaneien voll künstlicher Vorstellungen und schwächlich unwahrer Empfindungen.“ Das Gedächtnis des Herrn wurde eine erbauliche Schaustellung. Das unverständliche Kirchenlatein tat ein Übriges.

### Stille
Die Stille vor Gott markiert den eigentlichen Anfang der Liturgie, aus ihr bildet sich die heilige Feier. Diese Stille sollte schon auf dem Gang zur Kirche und in der Zeit vor dem Beginn der Messe eintreten. Während der Stille in der heiligen Messe kommen die Gedanken, Gefühle der Gemeinde zur Ruhe.

### Das Wort
Die Stille steht in Beziehung zum Sprechen, zum Wort. Das Wort kommt aus dem Inneren des Menschen, als Ton aus den Organen seines Körpers, als Ausdruck aus seinem Geist und Herzen. Der Mensch hat das Wort nicht geschaffen, er findet es vor, lernt und gebraucht es dann. Mehrere aufeinander bezogene Worte bilden eine höhere Einheit, die Sprache. Die Liturgie besteht zum großen Teil aus Worten, die von Gott her und zu Gott hin gesprochen werden und aus der inneren Quelle des Schweigens kommen.

### Hören
Christus hat gesagt, wer Ohren hat zu hören, der höre (Mt 11,15 ). Es ist ein Hören, von dem Paulus sagt, aus ihm komme der Glaube (Röm 10,14 ). Auch hier setzt das Hören der Worte das Schweigen voraus. Christus, das fleischgewordene Wort, das erlösend zu uns kam, soll als Wort Gottes gehört werden.

### Sammlung, Tun und Mitvollzug
Das Schweigen überwindet den Lärm und das Gerede. Die Sammlung überwindet die innere Zerstreuung und Unruhe. Sammlung kann nicht ohne Schweigen und umgekehrt sein. Aus dieser Sammlung wird Liturgie erst möglich. Aus der Sammlung folgt das Tun, der Dienst vor Gott. Während der Liturgie ist Gott anwesend, dadurch unterscheidet sie sich von dem privaten Gebet in der Natur oder mit anderen Menschen. Tuet dies zu meinem Gedächtnis sind die Worte, die uns der Herr gestiftet hat. Sie lauten nicht sprechet dies oder erwäget, verkündet, preiset, was geschehen ist, sondert tuet dies! Das Geschehen der ersten Gemeinde war der um den Tisch versammelte Kreis der Jünger (Apg 2,46 ). Ein ähnliches Bild zeigt sich im ersten Brief an die Korinther (1 Kor 11,21 ).

## Der Ort

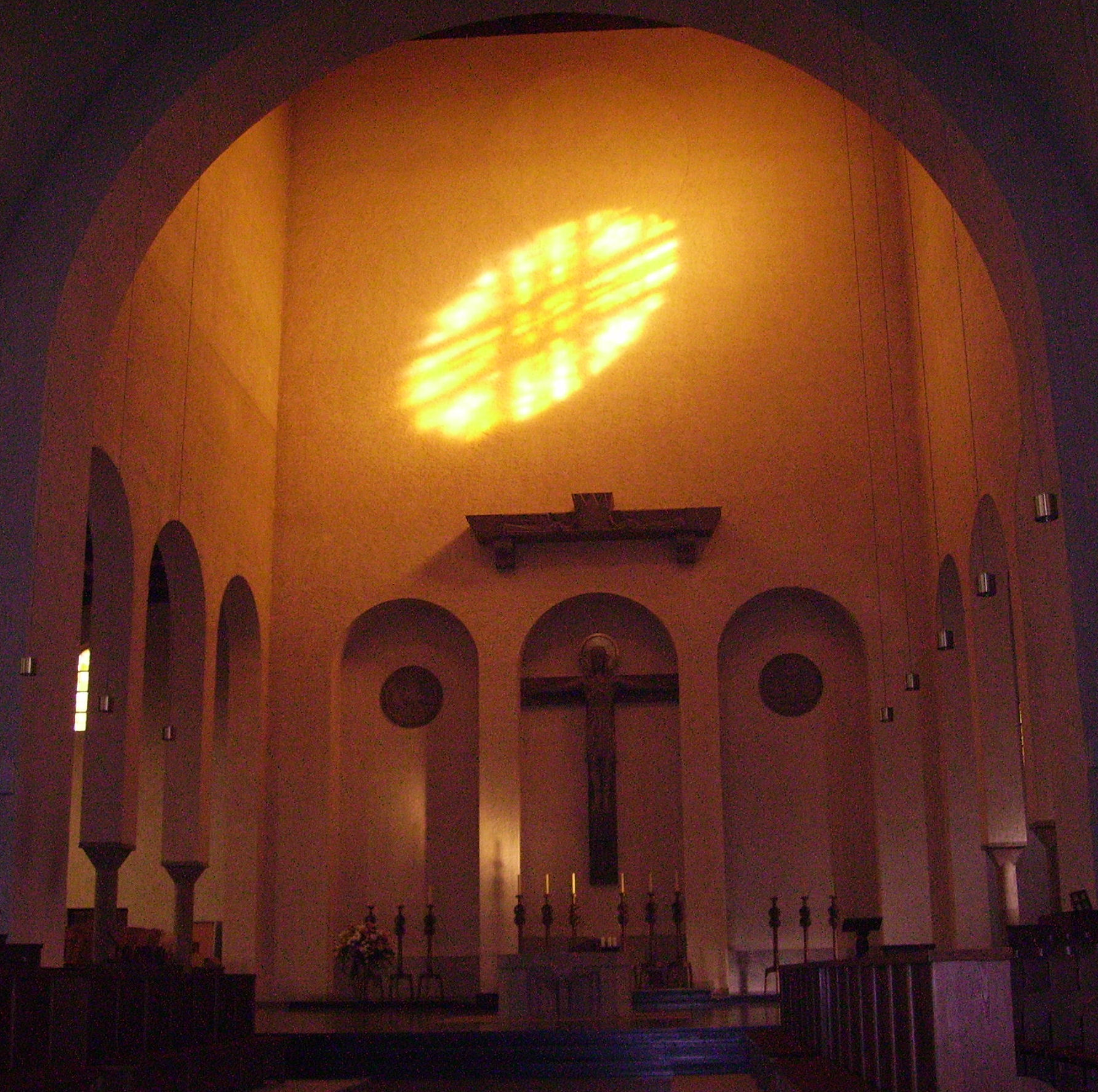
Ort der Stille: Abteikirche Münsterschwarzach

Der Bischof weiht kraft seines Amtes die Kirche. Dadurch wird dieser Raum aus dem allgemeinen Zusammenhang der Natur und der Menschenwelt herausgelöst. Es erfolgt eine Trennung von den Zwecken und Verwendungen des täglichen Daseins. Die Kirche wird zum Gotteshaus. Heilig wird die Kirche erst durch die Feier der heiligen Messe. In der Wandlung kommt der Herr selbst in die versammelte Gemeinde, gibt sich selbst in der Kommunion zur Speise und geht dann wieder fort. So vollzieht sich immer wieder der Vorübergang des Herrn in der Kirche, die Ort seines Kommens, Verweilens und Gehens ist und somit heilig wird. In der christlichen Vorstellung hat Gott alles geschaffen und waltet in seiner unendlichen Liebe und Gnade auch weiterhin unter den Menschen und damit ist alles sein Eigentum. Paulus sagt in seiner Rede vor den Philosophen Athens: In ihm, in Gott leben wir und bewegen wir uns und sind wir. (Apg 17,28 ).
Aufgrund des Schriftwortes, das besagt, wo zwei oder drei versammelt sind, da bin ich mitten unter ihnen (Mt 18,20 ), wird angeführt, dass man seinem Gott auch an jedem beliebigen Ort dienen oder ihn erleben kann. Gott ist dem Menschen besonders in der Natur nahe. Die katholische Kirche, so der Vorwurf, misstraue der Frömmigkeit der Menschen und erkläre sogar die Natur als böse. Die Lebensfeindlichkeit der Priester habe dazu geführt, dass ein künstlicher Kirchenraum geschaffen werden müsse und darin eine Feier stattfinde, die einen versteckten heidnischen Schuldkult nur notdürftig kaschiere. Dem hält Guardini entgegen, dass die Kirche die Welt sehr ernst nehme, aber dass es für die Menschen doch wichtig sei, dass es einen besonderen Raum gebe, der „losgelöst von allen sonstigen Zwecken und Verwendungen, Gott gehören soll“, damit dort etwas zu Bewusstsein kommen könne, „was anders ist als Natur und Menschenwerk sonst: das Heilige“.

### Altar

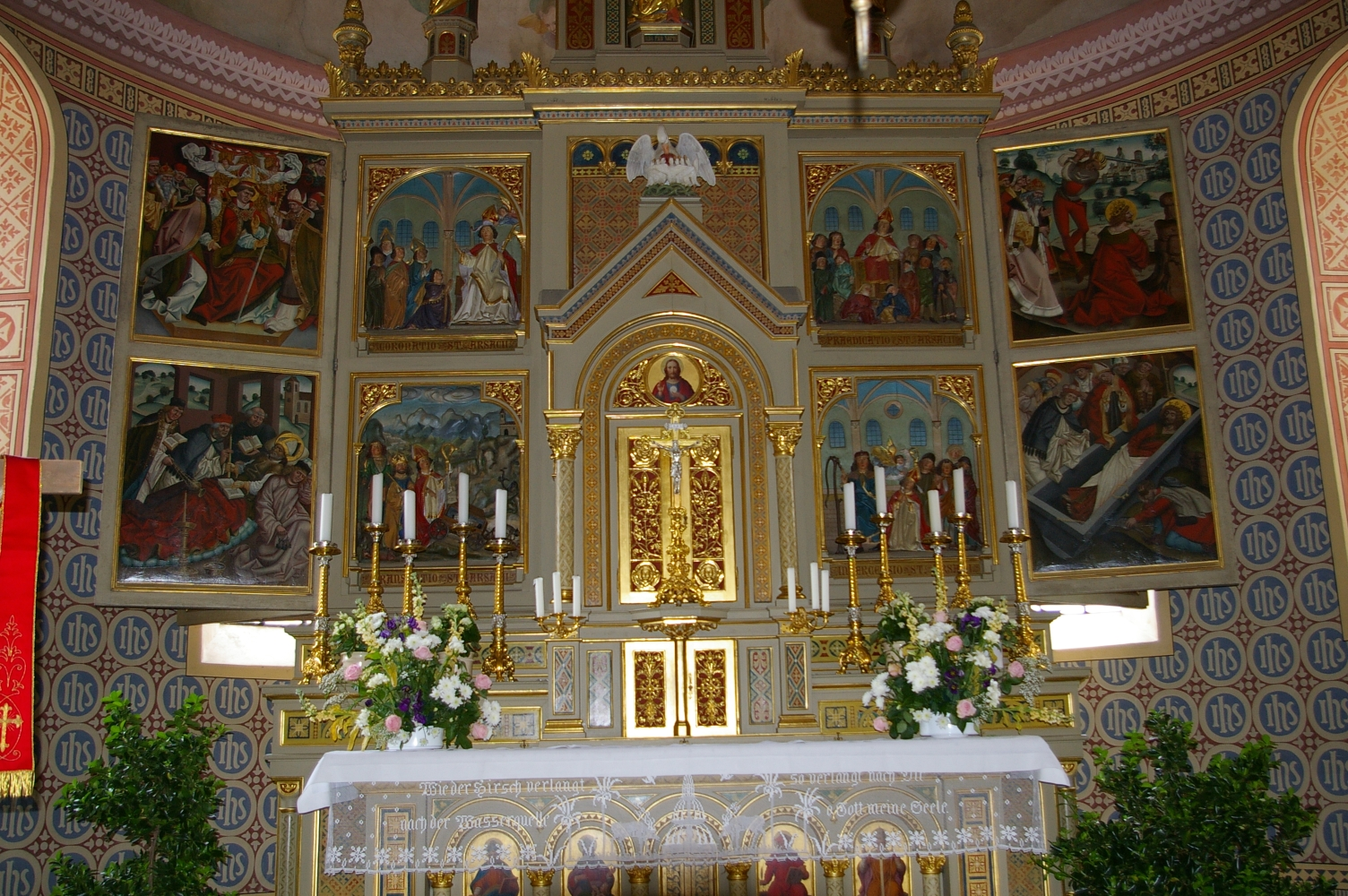
Altar von St. Arsatius in Ilmmünster

Die christlichen Gemeinden wachsen in den ersten Jahrhunderten nach dem Tod Jesu. Der Tisch wird zum Altar. Die große Menschenzahl nimmt unwillkürlich die Haltung des Zuschauens an. Der heilige Ort wird weiter gegliedert. Das Wesen der Liturgie überlässt ihre wichtigsten Handlungen nicht dem Zufall oder der Beliebigkeit. Die Handlung, das Tun der heiligen Messe, findet an einem bestimmten Ort, dem Altar statt. Der Altar als religiöse Urgestalt findet sich in jeder Religion wieder. Im Alten Testament bestimmen genaue Gesetze seine Gestalt und die Handlungen am Altar. Im Neuen Testament wird von ihm weniger geschrieben. Er ist der Tisch, und sehr bald kommt das Bild der Schwelle hinzu.
Die Schwelle bedeutet Grenze und Übertritt. Sie trennt den Raum der Welt von dem Raum Gottes. Der Altar lässt die Erfahrung des Mose ahnen, der beim Hüten der Schafe auf dem Horeb, den brennenden Dornbusch, der vom Feuer nicht verzehrt werden konnte, sah. Der Altar zeigt dem Gläubigen den Weg aus der Ferne unserer endlichen Gestalt der Geschöpflichkeit hinüber zu Gottes Ewigkeit.

### Tisch

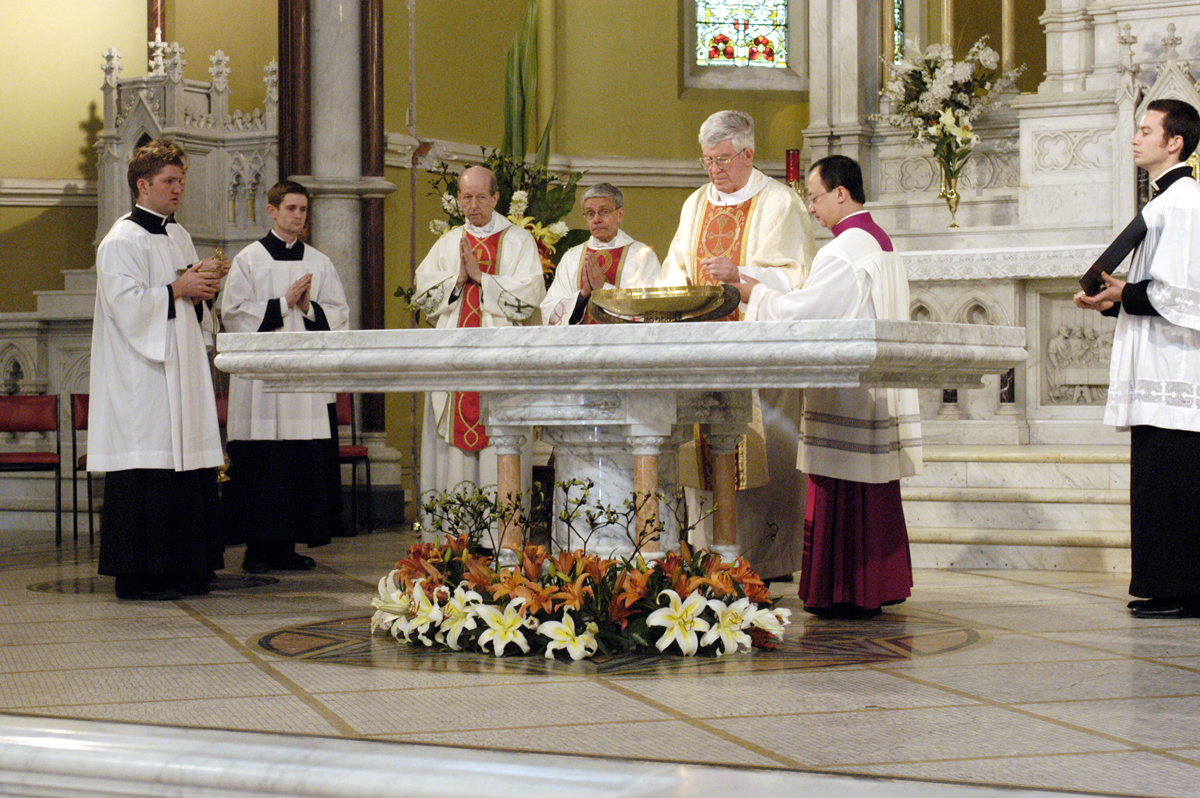
Altartisch

Der Altar ist aber nicht nur Schwelle, sondern auch Tisch. Diese Vorstellung einer Gottheit, die sich auf einem Tisch niederlässt, findet sich in nahezu allen Religionen. Der Fromme legt Gaben auf den Altar, dass sie die Gottheit annehme. Die Gaben werden dem Gebrauch des Menschen entzogen, die Opfertiere geschlachtet und verbrannt. Der Trunk wird ausgeschüttet. Die Vernichtung der Gaben meint auch den Hinübergang in den göttlichen Raum. Gottheit und Mensch sättigen sich an der gleichen heiligen Speise. Augustinus schreibt, dass der Empfang der Eucharistie nicht so sehr bedeutet, dass wir das Göttlich-Lebendige essen, das uns gereicht wird, als vielmehr das dieses Lebendige uns in ihn hineinzieht.

## Der Tag
Guardini ist der Meinung, dass es keine Tat, Erlebnis, Weihung oder was auch immer des Menschen gibt, dass sie in Gottes Augen heilig wäre. Gott lebt nicht in der Zeit, er ist ewig. Er wächst nicht, nimmt nicht ab, entwickelt sich nicht und verändert sich nicht. Der siebte Tag ist von Gott geheiligt, da er, nachdem er die Welt geschaffen hatte, an diesem Tag ruhte. Die Heiligkeit dieses Tages kommt also nicht daher, dass der Mensch an diesem Tag ruht, nachdem er sechs Tage weltliche Pflichten erfüllt hat, und am siebten ein freies Dasein pflegt. Der Ruhetag entspringt auch nicht einem irgendwie gearteten natürlichen Rhythmus des Lebens. Die Heiligkeit des Tages kommt nach christlicher Vorstellung nicht davon, dass der Mensch etwas getan hat, sondern Gott. Er ruhte nämlich an diesem Tag. Gott ist nicht nur ein im ewigen Es weilender ewiger Geist, sondern ein Handelnder, wenn auch an diesem Tage ruhender Gott. (Gen 2,2 )
Gerade, weil der Sonntag aus keinem natürlichen Rhythmus kommt, ist er nach Guardini immer in seiner Existenz gefährdet. Gesichtspunkte wirtschaftlicher oder gesellschaftlicher Art werden erwogen und schieben ihn zur Seite. Ruhe wird nur noch aus Zwang gehalten und es entsteht eine Langeweile, die schlimmer ist, als wenn die Arbeit weiterginge. Der christliche Sonntag fängt nicht erst am Morgen des Tages an, sondern am Vorabend mit der Vigil oder Rüste.

### Die Stunde
Christus sprach am Abend vor seinem Tode bei der Stiftung der Eucharistie in göttlicher Einfachheit vom Neuen Bund in seinem Blute:
Und er nahm Brot, sprach das Dankgebet, brach das Brot und reichte es ihnen mit den Worten: Das ist mein Leib, der für euch hingegeben wird. Tut dies zu meinem Gedächtnis! Ebenso nahm er nach dem Mahl den Kelch und sagte: Dieser Kelch ist der Neue Bund in meinem Blut, das für euch vergossen wird. (Lk 22,19–20 )
Die Christen glauben daran, dass Gott damals wirklich in Jesus Christus fleischlicher Mensch geworden ist, in jenem Jahre der Regierung des Kaisers Augustus, und er ist wirklich gestorben unter Pontius Pilatus, nicht früher und nicht später. Wenn der Priester aus der Vollmacht, die ihm gegeben wurde, die Worte über Wein und Brot spricht, tritt Christus lebendig und leibhaftig unter die Gemeinde. Es gehört nach Guardini zur rechten Feier der Messe, sich diesen Moments des Vorübergangs des Herrn bewusst zu sein.

### Die Handlung
Nach der Beschreibung des Raumes und der Zeit beschreibt Guardini die Handlung der Messe selbst. Die unmittelbare Stiftung der Handlung geht auf den Auszug des israelischen Volkes aus Ägypten zurück. In dieser Feier hat Christus eine zweite Feier begründet: das Gedächtnis seines Todes. Er sagte jedoch nicht, kommt an einem bestimmten Tage zusammen und haltet in Eintracht ein Mahl. Dann soll der Älteste Brot und Wein segnen und dabei meiner gedenken. Er sagt nicht, bitte tuet dies, sondern einfach, tut dies zu meinem Gedächtnis. Der Mensch handelt, aber im Handeln des Menschen handelt Gott.

## Die Gemeinde und das Wiedergutmachen des Unrechts
Das Wesen der Gemeinde wird im Wort Christi über die zwei oder drei Personen, die versammelt sind, beschrieben. (Mt 18,20 ) Gemeinde ist da, wo eine Anzahl von Menschen in der Ordnung des Glaubens, im Bewusstsein der Zugehörigkeit zu Christus, zur Feier der heiligen Geheimnisse versammelt sind. Gemeinde kommt nicht von selbst. Gemeinde muss auch möglich sein ohne einen weihevollen Raum, bei kümmerlichem Orgelspiel, bei unzulänglich verkündetem Wort und einem Gottesdienst, dem alle Mängel menschlicher Unzulänglichkeit anhaften. In der Bergpredigt (Mt 5,23–24 ) spricht der Herr, dass man sich zuerst mit dem Bruder versöhnen soll, bevor man seine Gabe vor den Altar bringe. Der Gläubige kann nicht einfach in die Kirche eintreten und so tun, als ob nichts vorgefallen und alles in Ordnung sei. Bei schweren Zerwürfnissen unter den Gemeindemitgliedern kann das meist nicht unmittelbar sofort geschehen. Aber man sollte sich selber ins Wort nehmen und das Unrecht nicht stehen lassen, sondern wiedergutmachen, sobald man es kann. Die Gemeinde ist ein heiliger Zusammenhang wie ein Band, das von einem Menschen zum anderen geht und das sonst zerreißt.

## Gemeinde und Kirche
Kommt der Gläubige in den heiligen Raum, sagt er zunächst mit seiner ganzen Haltung Ich – nicht du. Von dieser Haltung des Misstrauens, der Fremdheit, der Überhebung, Abneigung, Gleichgültigkeit, Feindseligkeit und Verhärtung, die der Kampf um das tägliche Dasein mit sich bringt, nimmt er seine Familien und den Freundeskreis, mit dem er enger verbunden ist, aus. Auch das ist nur eine erweiterte Form des Selbstgefühls. An Stelle eines Einzel-Ichs tritt ein naturhaftes Gruppen-Ich, das aber mit dem Wort Gemeinde noch wenig gemein hat.
Guardini hebt nun hervor, dass in den Gebeten der Gemeinde sehr wenig das Wort „Ich“ vorkommt. Einzig beim Bekenntnis der Sünden und Credo, wo sich der Einzelne zur Offenbarung des fleischgewordenen Gottes bekennt, steht es im Mittelpunkt des Gebetes. In der Regel heißt es in den Gebeten „Wir loben dich“, „Wir preisen dich“ und „Wir beten dich an“. Dieses „Wir“ ist die Gemeinde und nicht die einzelne Person.

## Ausgaben
- Besinnung vor der Feier der Heiligen Messe. Matthias-Grünewald-Verlag, Mainz 1939.
- Besinnung vor der Feier der heiligen Messe. Matthias-Grünewald-Verlag, Mainz 7. erweiterte Auflage 1961.
  - Erster Teil: Die Haltung. (173 S.)
  - Zweiter Teil: Die Messe als Ganzes. (138 S.)